# سنط سنغالي
السنط السنغالي أو سنط السنغال أو القَتَاد أو الهَشَاب (الاسم العلمي: Senegalia senegal) هو شجر صغير نفضي شائك من جنس الظبيان، المعروف بعدة أسماء شائعة، بما في ذلك سنط الصمغ وشجرة الصمغ العربي وشجرة صمغ السودان وشجرة الصمغ العربي السوداني. في أجزاء من الهند، تُسمى خِير أو خور. موطنها الأصلي هو المناطق شبه الصحراوية في إفريقيا جنوب الصحراء الكبرى، وكذلك عمان وباكستان والساحل الغربي للهند. تنمو إلى ارتفاع 5-12 متراً (16-40 قدماً)، ويصل قطر جذعها إلى 30 سم (1 بوصة). السودان هو مصدر الصمغ العربي الأعلى جودة في العالم، والمسمى محلياً صمغ الهشاب على عكس الصمغ العربي من السنط الأحمر أو صمغ التالة.

## روابط خارجية
- Senegalia senegal Photos (Google Images)

- PROTA on Pl@ntUse